# Guzowatka (Couïavie-Poméranie)
Pour les articles homonymes, voir Guzowatka.
Guzowatka est une localité polonaise de la voïvodie de Couïavie-Poméranie et du powiat de Lipno,.